# Bocșa Vasiovei
Bocșa Vasiovei a fost o localitate din Banat.

## Istoric
Prin unirea, în 1943, a Vasiovei cu Bocșa Montană s-a înființat localitatea Bocșa Vasiovei. În prezent Bocșa Vasiovei este inclusă în orașul Bocșa.